# نهاوند (مغنية)
نهاوند وإسمها الحقيقي لارا عبد الله كيروز وهي مغنية لبنانية ولدت في سنة 1926 في لبنان، إلا أنها انتقلت إلى العراق وأتقنت الفن البغدادي الأصيل تركت الغناء بعد ذلك وهاجرت مع زوجها إلى البرازيل وبعد وفاته عادت إلى لبنان، أهدتها أندريه لحود عقيلة الرئيس اللبناني إميل لحود وسام الاستحقاق الجمهوري اللبناني، توفيت في يوم 28 تشرين الثاني 2014 في نفس يوم وفاة الفنانة صباح.